# Au sans pareil
Au sans pareil est une maison d'édition française créée à Paris en 1919 par René Hilsum, qui fut le premier éditeur des dadaïstes. Elle disparaît en 1936.

## Histoire

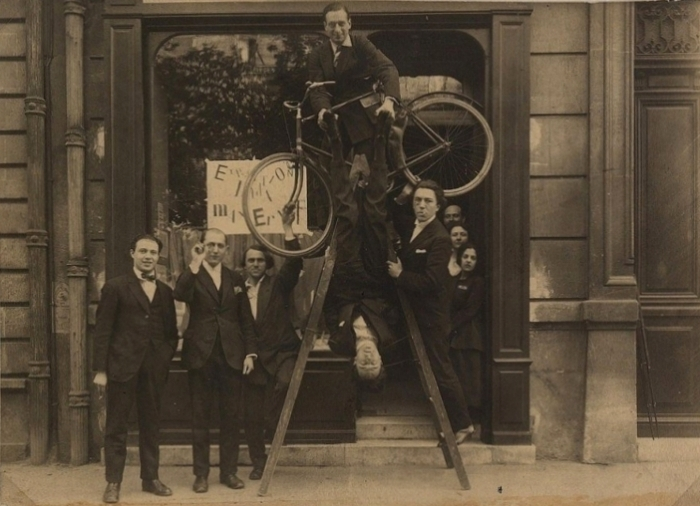
Exposition Marx Ernst à la librairie Au sans pareil, avenue Kléber, le 2 mai 1921 :
René Hilsum, Benjamin Péret, Serge Charchoune, Philippe Soupault (en haut de l'échelle), Jacques Rigaut (la tête en bas), André Breton et Simone Kahn (à l'entrée).

René Hilsum (1895-1990), ancien condisciple d'André Breton au collège Chaptal (1912) est contacté par ce dernier en mars 1919 pour éditer des textes de Philippe Soupault, de Louis Aragon et de lui-même ; ils viennent de lancer Littérature.
Hilsum fonde sa maison le 2 mai 1919 au 102 rue du Cherche-Midi. Après un poème d'Arthur Rimbaud, le deuxième ouvrage publié est Mont de Piété de Breton. Il ouvre également une librairie 37 avenue Kléber en janvier 1920 à son nom et y organise en mai 1921 la première exposition consacrée à Max Ernst. Ce lieu est aussi le dépositaire pour un temps du mouvement Dada.
En 1920, Philippe Soupault y publie pour la première fois les Poésie I et II de Lautréamont et, en 1927, l’œuvre complète.
Au mois d'août 1922, la décision prise par Breton de confier à Gaston Gallimard la publication de Littérature provoque la rupture avec Hilsum. Par la suite, Breton et ses amis confièrent également des textes à Léon Pierre-Quint, directeur aux Éditions du Sagittaire. 
Cependant, cet éditeur s'ouvre à de multiples auteurs comme Blaise Cendrars, Jean Paulhan, Paul Morand, André Beucler, Pierre Bost, Pierre Jean Jouve, François Mauriac, Jean Giraudoux, Pierre Mac Orlan, Max Jacob, Pierre Drieu la Rochelle, Charles Du Bos, Georges Ribemont-Dessaignes, ainsi que le premier roman de Marguerite Yourcenar, Alexis ou le Traité du vain combat en 1929[réf. nécessaire].
Début 1934, la société d'édition est en difficultés financières : en juin, Hilsum tente de négocier le rachat de son fonds avec un confrère parisien puis, en septembre, vend sa collection « Génie de la France » à Gallimard. Le siège est transféré au 22 rue Lalande.
La maison cesse son activité en avril 1936, son catalogue comprend quelque 170 titres. Hilsum devient ensuite directeur des éditions du Parti communiste, puis, plus tard, des Éditions sociales, dirigées par son fils François Hilsum, fondateur des éditions Messidor.
Avec plus de quinze ans d'activité, Au sans pareil demeure, tant par la qualité de ses impressions que par ses choix éditoriaux, une expérience littéraire tout à fait remarquable. Les bibliophiles recherchèrent très vite à collectionner les ouvrages de cet éditeur, parfois illustrés, sur beau papier et numérotés.